# Fee-Bock Automobile Company
Fee-Bock Automobile Company war ein US-amerikanischer Hersteller von Automobilen und Automobilhändler.

## Unternehmensgeschichte
Robert L. Fee leitete das Unternehmen aus Detroit in Michigan. Er vertrieb Fahrzeuge von Elmore. Auf Anregung seines Mitarbeiters Edward Zolle begann die Entwicklung eigener Automobile. Die erste öffentliche Präsentation fand im Februar 1907 auf der Detroit Automobile Show statt. Der Markenname lautete Fee-American. Ein Journalist lobte das ausgestellte Fahrzeuge. 1908 endete die Fahrzeugproduktion. Fee musste erkennen, dass es einfacher war, Fahrzeuge zu verkaufen, als sie selber herzustellen. Insgesamt entstanden nur wenige Fahrzeuge.
Als Händler existierte das Unternehmen weiterhin. Es ist nicht bekannt, wann es aufgelöst wurde.

## Fahrzeuge
Das einzige Modell hatte einen Zweizylinder-Zweitaktmotor. Seine Leistung war mit 18/20 PS angegeben. Er trieb über eine Kardanwelle die Hinterachse an. Aufbau war ein offener Tourenwagen mit Platz für fünf Personen.